# Прядун Петро Миколайович
Прядун Петро Миколайович (24/27 листопада 1954, с. Краснолука Лановецького району Тернопільської області — 13 жовтня 2014, США) — український радянський футболіст.

## Кар'єра
Відомий виступами за команди «Нива» (Підгайці, Бережани, Тернопіль), «Поділля» (Хмельницький), «Кристал» (Чортків), «Цукровик» (Ланівці), «Харчовик»/«Електрон» (Збараж), «Зоря» (Хоростків), СКА (Івано-Франківськ).
Перший тренер — брат Анатолій Прядун. У 1988 році у матчі розіграшу Кубка СРСР забив два м'ячі у ворота «Спартака» (Москва).
Був членом місцевої громади ХВЄ.
На початку 1990-их років емігрував до США, де помер у 2014.